# 科特迪瓦革命共产党

科特迪瓦革命共产党标志

科特迪瓦革命共产党（法語：Parti Communiste Révolutionnaire de Côte d'Ivoire，缩写为PCRCI）是科特迪瓦的一个共产主义政党。该党成立于1990年。自成立以来，一直由阿希·埃基西领导。该党的青年翼是科特迪瓦共产主义青年，机关报为《无产阶级革命》。
该党是霍查主义国际政党组织马列主义政党和组织国际会议 (团结和斗争)的成员；因此，该党坚定地持有反修正主义立场。